# Запасной дом Зимнего дворца
Запасной дом Зимнего дворца — особняк (а также дворец), построенный в конце XIX века зодчим Николаем Беккером на месте более старых построек XVIII века. Расположен в Санкт-Петербурге по адресам Дворцовая наб., 30 и Миллионная ул., 31. По Миллионной улице находится флигель запасного дома. Объект культурного наследия регионального значения

## История

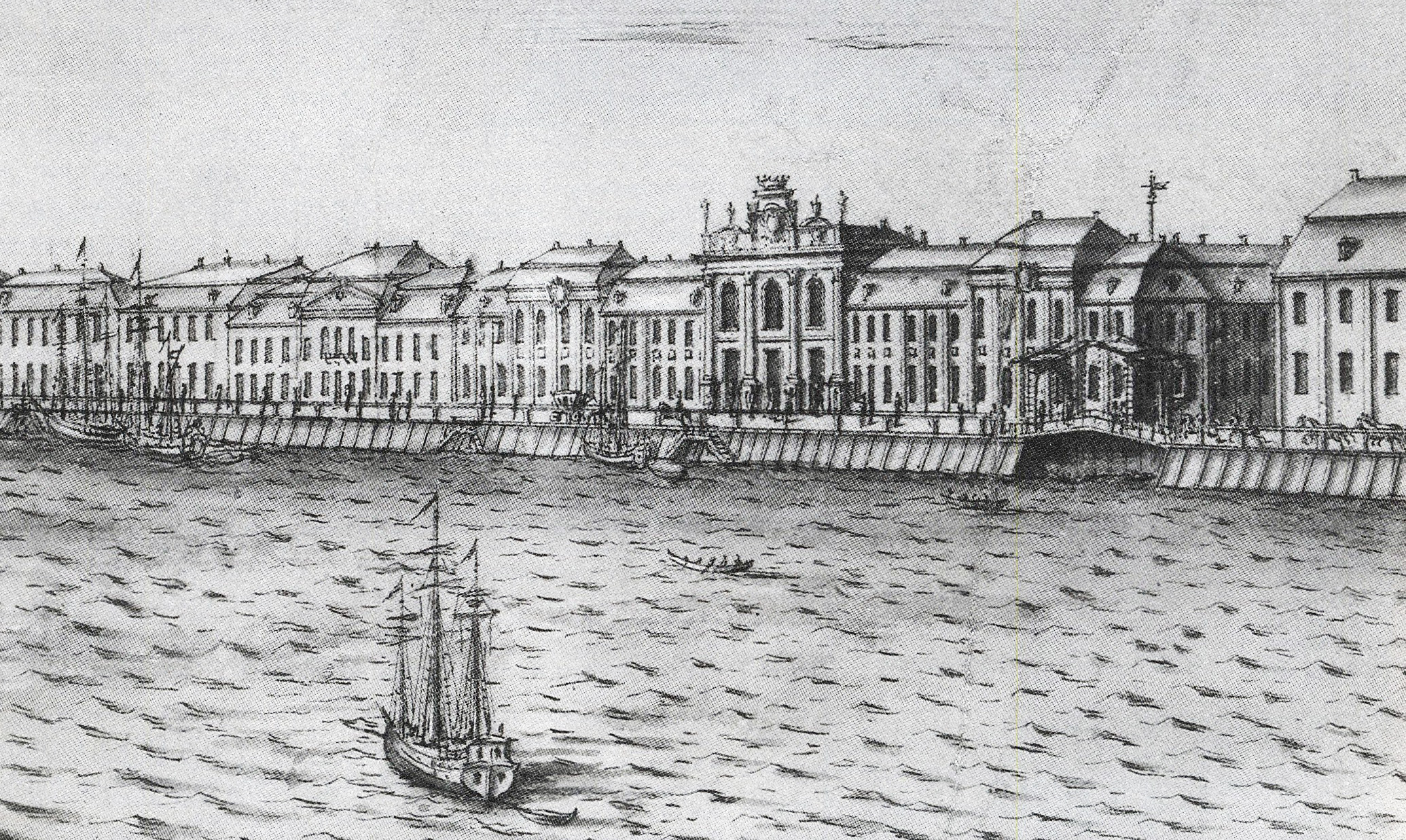
Дом Скляева (слева) и Зимний дворец Петра I (справа)

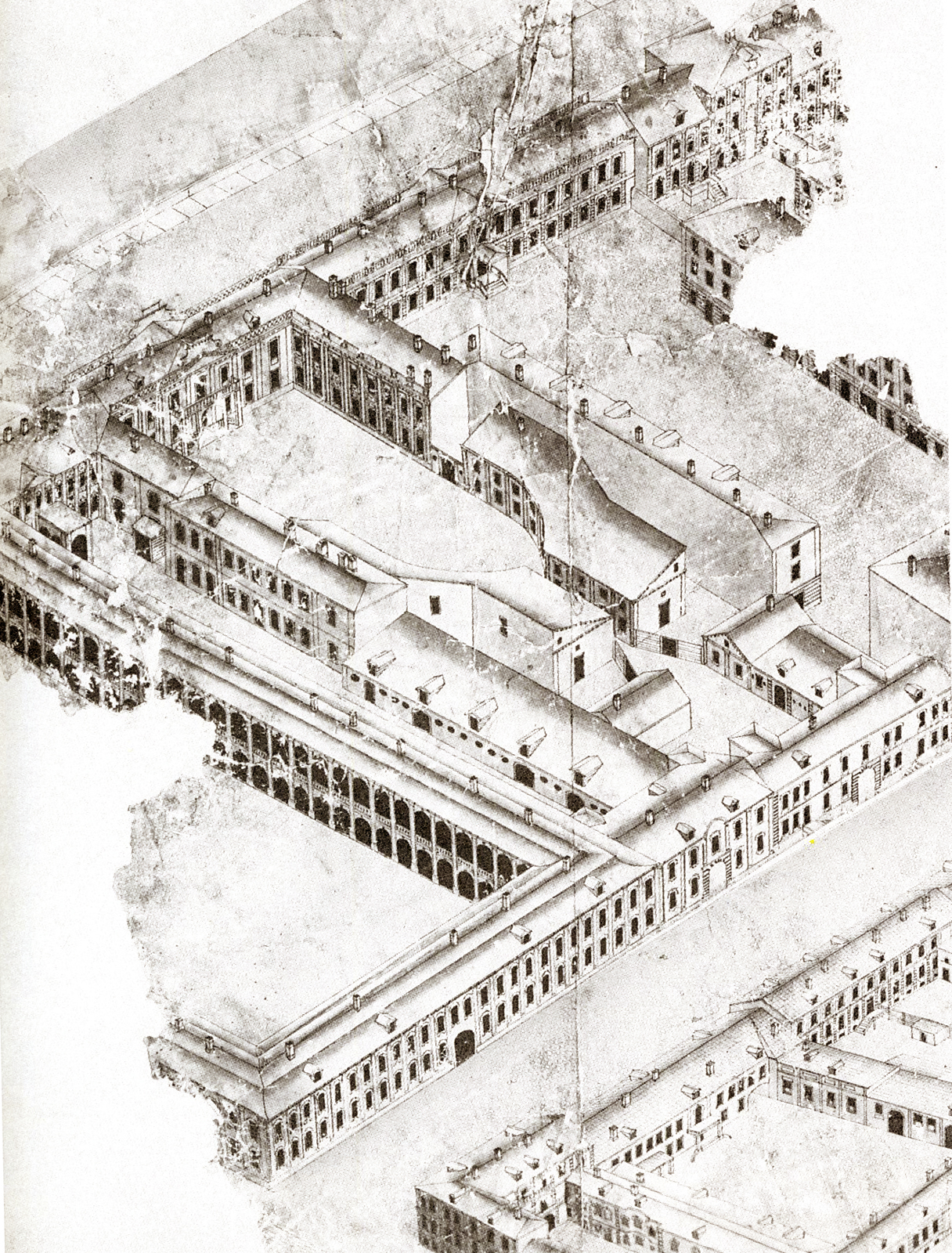
Аксонометрический план
1760-х гг. Фрагмент

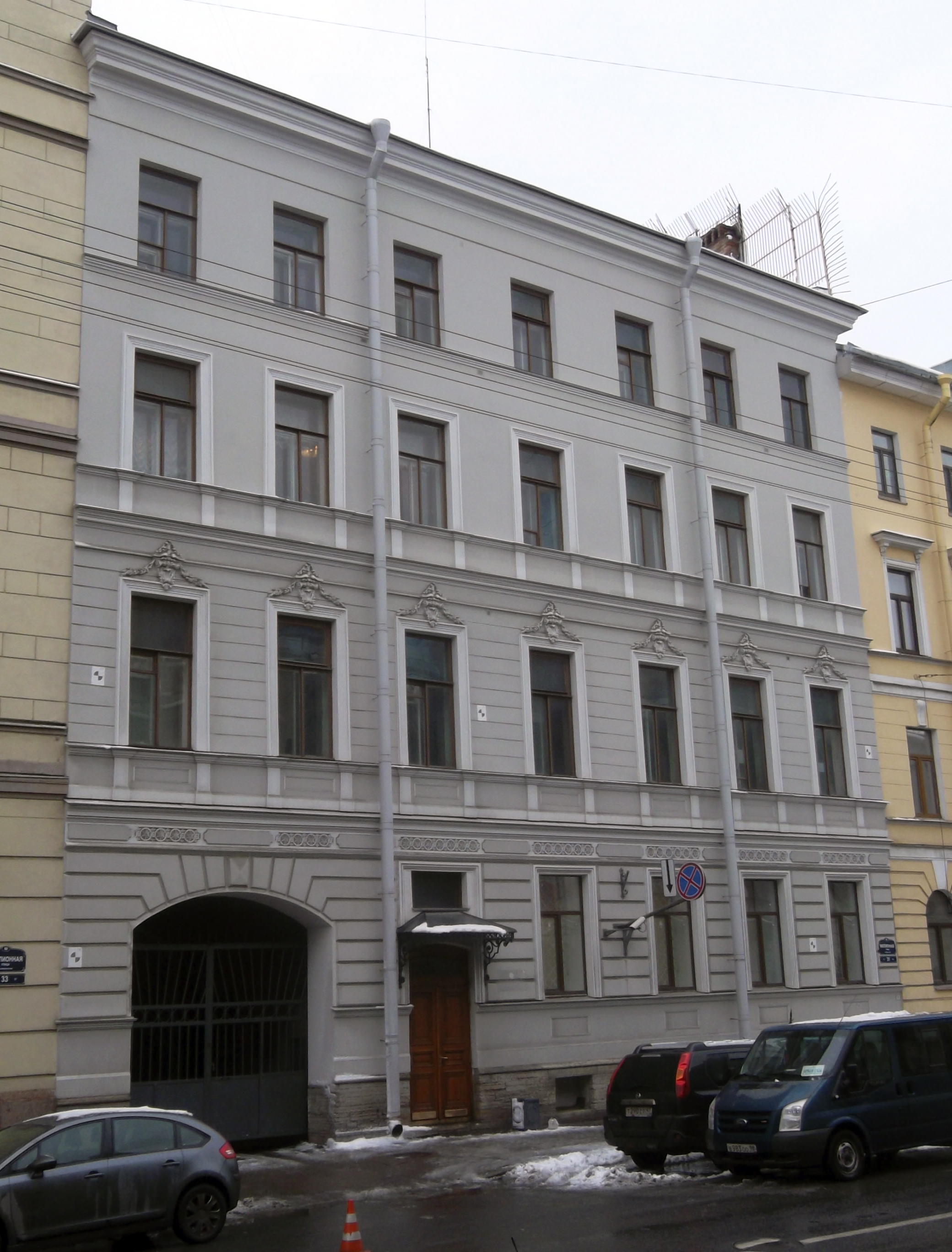
Флигель, выходящий на Миллионную улицу

### Дом Скляева
В 1710-е дом на участке, ныне занимаемом запасным домом Зимнего дворца был двухэтажным, имел высокое крыльцо и покатую крышу. Этим домом владел сподвижник Петра I, бомбардир Преображенского полка и корабельный мастер Феодосей Скляев. У последнего не было наследников, так что дом после смерти Скляева в 1728 году был передан в казну. Примечательно, что дом Скляева находился по правую руку от Зимнего дворца Петра.

### ОсобнякМенгдени дальнейшие перестройки
В 1730-х Анна Иоанновна подарила дом и участок брату российского регента Эрнста Бирона Густаву Бирону. В 1740-е дом перестраивался предположительно архитектором Карло Джузеппе Трезини для Юлианы Менгден. В начале XIX века дом перешёл графине И. И. Воронцовой, которая стала инициатором очередной перестройки дома и возведения каменных флигелей во дворе. Один из них графиня сдавала дворцовой роте Преображенского полка. Воронцовы владели домом с флигелями около полувека, пока в 1860 году дворцовое ведомство не выкупило весь комплекс. Особняк стал запасным домом Зимнего дворца.

### Перестройка 1878 года
В 1877—1878 годах под руководством архитектора Н. Ф. Беккера главное здание (по набережной) было перестроено для великого князя Алексея Александровича и приняло свой современный облик, флигель по Миллионной стал четырёхэтажным. В 1885 году Алексей Александрович обзавёлся дворцом на Мойке, и дом на Дворцовой набережной перешёл в руки графа Георгия Фёдоровича Менгдена. Переустройством здания под доходный дом (отделкой жилых и парадных помещений, а также перестройкой флигеля) занимался академик А. И. Тихобразов. В 1890-х доходный дом Менгдена отошёл в собственность ко двору, восстановив свой статус запасного дома Зимнего дворца.
В первые годы после Октябрьской революции в доме размещался Петроградский отдел Главного управления по делам музеев и охране памятников искусства, старины, народного быта и природы. В 1930-е дом заселили сотрудниками Академии наук, Эрмитажа, преподавателями ВУЗов.

### Новейшее время
В настоящее время дом находится в ведении Государственного Эрмитажа. Ещё в 1988 году он был напрямую соединён с остальными зданиями Эрмитажа через Эрмитажный театр, во дворе которого архитектором В. П. Лукиным была создана новая галерея-переход на арке.
В сентябре 2012 года в соответствии с распоряжением КГИОП, здание включено в реестр объектов культурного наследия Петербурга как объект «Дом Ф. М. Скляева (особняк Г. Ф. Менгдена, Запасной дом Зимнего дворца)».
К 2014 году планировалось закончить реконструкцию здания, начавшуюся в 2012 году, с приспособлением его под нужды музейного комплекса (отделы Эрмитажа размещались в бывших квартирах дома).
Однако, вопреки ожиданиям, реставрация Дома Скляева завершилась только в 2017 году. Затем здесь разместился целый научный комплекс Эрмитажа с новейшей аппаратурой, позволяющей на качественно новом уровне заниматься исследованием картин, скульптур, произведений декоративно-прикладного искусства и выполнять их реставрацию. Лаборатория научной реставрации восточной живописи, находящаяся в Запасном доме, — единственная не только в России, но и в мире.

## Известные жильцы
- Густав Бирон и Александра Бирон (урождённая Меншикова) (1730-е годы)
- Великий князь Алексей Александрович (с 1877 по 1885)
- Николай Здекауер (с 1891 по 1896)[6]
- Николай Крамской (1897—1924, 1929—1931)[7]
- Сергей Юльевич Витте (октябрь 1905 — апрель 1906; в квартире № 4)
- Мария Юдина (1920-е годы; в квартире № 7)[8][9]
- Евгений Викторович Тарле (1923—1931, в квартире № 4, 1933—1941, 1945—1955)[10]
- Камилла Васильевна Тревер